# Colombianska köket

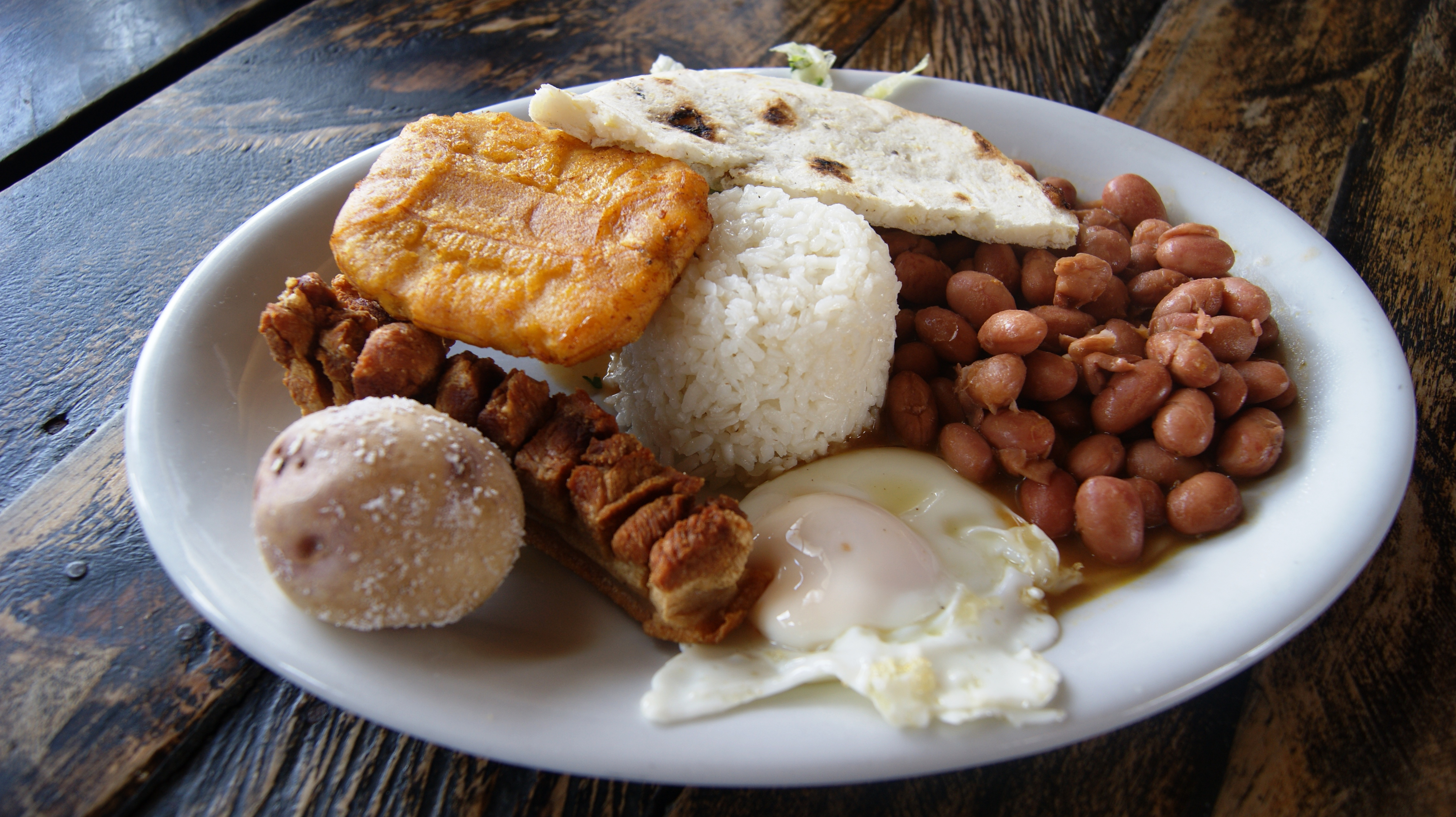
Bandeja paisa från Antioquia, Colombia

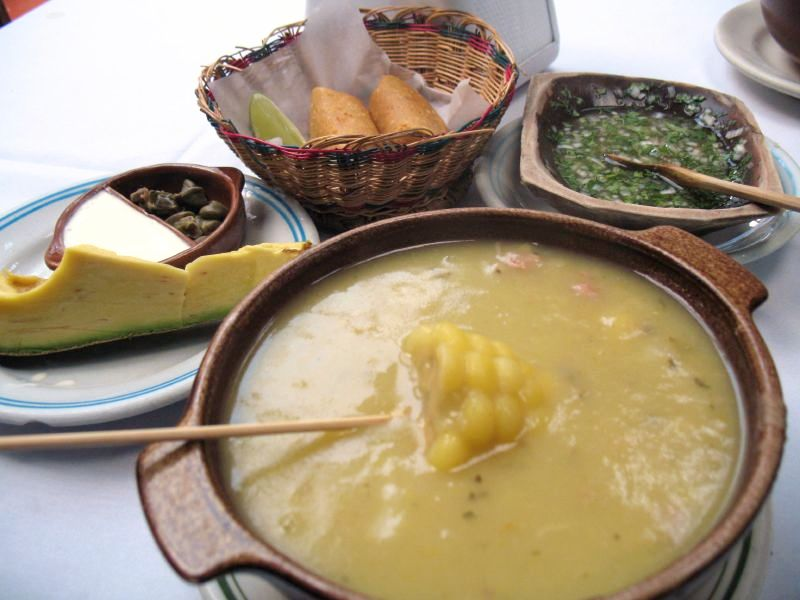
Ajiacosoppa.

Det colombianska köket har mycket gemensamt med övriga länder i Latinamerika och det karibiska köket. Man har inspirerats mycket av de brasilianska och peruanska köken. Colombianerna äter mycket kyckling, fläsk, potatis, ris, bönor och soppa.
Lokala specialiteter är till exempel potatissoppan ajiaco, hormiga culona (som består av stekta myror) och lechona (hel spädgris, grillad och fylld med ris).
Många av frukterna i Colombia är relativt okända i övriga delar av världen såsom zapote, lulo, curuba, mamoncillo, uchuva, feijoa, guanábana, trädtomat och pitahaya. Bananblad är väldigt vanliga i colombiansk mat, med rätter som quesillos, vilket är ost i bananblad.
En annan lokal specialitet är bandeja paisa, som är en colombiansk favorit. Den består av ett stort fat med plantain, ris, grillat kött, plantainchips, ett stekt ägg och röda bönor.
Ytterligare en vanlig rätt är guineo, som görs på gröna bananer. Vidare finns arepas, som är majspannkakor och olika saker från havet, till exempel hummer från den karibiska kusten.
Vid kusten äter man också mycket kryddig mat, med fisk och skaldjur som bas, kokosnötsris är ett vanligt tillbehör.
I dryckesväg finns aguapanela, som görs på sockerlag och limejuice. Canelazo är en rombaserad drink. Det finns även ett stort utbud av lokalt producerad sprit.